# Mustafa Hasanagić
Mustafa Hasanagić (en serbio cirílico: Мустафа Хасанагић; Priboj, Reino de Yugoslavia, 20 de abril de 1941-12 de noviembre de 2023) fue un  futbolista internacional y entrenador serbio. Durante su carrera jugó como delantero principalmente en el Partizán de Belgrado, con quien se proclamó subcampeón de Europa en 1966.

## Trayectoria
Hasanagić nació en la localidad serbia de Priboj, cuando entonces pertenecía al Reino de Serbia. Comenzó su carrera profesional en el principal equipo de su ciudad natal, el FAP Priboj, el equipo de la Fabrika Automobila Priboj. Fichó por el Partizán en 1961, con quien logró los mayores éxitos de su carrera. Con el equipo belgradense se proclamó dos veces campeón de Yugoslavia en las temporadas 1962-63 y 1964-65. En total jugó con el Partizán 337 partidos, de los cuales 148 fueron en liga, anotando 355 goles, 112 en liga.
En 1966 llegó a la final de la Copa de Europa, donde cayó derrotado el Partizán con el Real Madrid. En esa temporada de la Copa de Europa, Hasanagić fue uno de los máximos goleadores con seis tantos, solo un gol menos que los líderes Florián Albert y Eusébio.
Tras retirarse como futbolista, entrenó dos temporadas al Ankaragücü turco, su única experiencia como entrenador.